# 2015 في كندا
فيما يلي قوائم الأحداث التي وقعت خلال عام 2015 في كندا.

## أحداث
- 29 مارس – طيران كندا الرحلة 624
- 11 سبتمبر – جائزة كيبيك الكبرى للدراجات 2015
- 19 أكتوبر – الانتخابات الفيدرالية الكندية 2015

## سياسة

### تعيين في المنصب
- 19 أكتوبر – أحمد حسين عضو مجلس العموم الكندي.
- 19 أكتوبر – ستيفان ديون عضو مجلس العموم الكندي،وزير الشؤون الخارجية.
- 19 أكتوبر – ستيفن هاربر عضو مجلس العموم الكندي.
- 19 أكتوبر – كريستيا فريلاند عضو مجلس العموم الكندي.
- 19 أكتوبر – مارك غارنو عضو مجلس العموم الكندي،وزير النقل [الإنجليزية]‏.
- 4 نوفمبر – جاستن ترودو رئيس وزراء كندا.

### انتهاء فترة المنصب
- 4 أغسطس – ستيفن هاربر عضو مجلس العموم الكندي،رئيس وزراء كندا.
- 18 أكتوبر – مارك غارنو عضو مجلس العموم الكندي.
- 19 أكتوبر – ستيفان ديون عضو مجلس العموم الكندي.
- 19 أكتوبر – كريستيا فريلاند عضو مجلس العموم الكندي.

## رياضة
- 13 سبتمبر – جائزة مونتريال الكبرى للدراجات 2015 الفائزون آدم ييتس، روي كوستا، تيم فيلانز.

## أفلام
من الأفلام التي صدرت هذه السنة في كندا:
- 1 يناير – الحياة من إخراج أنطون كربيجن.
- 1 يناير – الساحرة من إخراج روبرت إغرز.
- 1 يناير – بروكلين من إخراج جون كرولي (مخرج أفلام).
- 1 يناير – تراجع من إخراج أليخاندرو آمينابار.
- 1 يناير – ماذا لو من إخراج Michael Dowse [الإنجليزية]‏.
- 1 يناير – متتالية فرنسية من إخراج Michael Kuhn [الإنجليزية]‏، Saul Dibb [الإنجليزية]‏.
- 16 أكتوبر – غرفة من إخراج ليني أبراهامسون.

## برامج ومسلسلات وأنمي
- دغراسي: الجيل التالي
- السماوات المتساقطة

## موسيقى

### ألبومات
من الألبومات التي صدرت هذه السنة في كندا:
- 1 يناير – الجمال وراء الجنون من غناء ذا ويكند.
- 24 يونيو – عاطفة من غناء كارلي راي جيبسن.

## وفيات

### يناير
- 25 يناير – مارك دوفور (مواليد 1941) لاعب هوكي جليد كندي.

### مارس
- 17 مارس – فرانك بيرريس (مواليد 1931) متسابق دراجات نارية من المملكة المتحدة.
- 21 مارس – ألبيرتا واتسون (مواليد 1955) ممثلة كندية.

### يوليو
- 11 يوليو – كلوديا ألكسندر (مواليد 1959) عالمة أمريكية في فيزياء الأرض وعلم الكواكب.
- 17 يوليو – دون فونتانا (مواليد 1931) لاعب كرة مضرب كندي.
- 31 يوليو – رودي بايبر (مواليد 1954)

### أغسطس
- 7 أغسطس – فرانسيس أولدهام كيلسي (مواليد 1914) طبيية وأخصائية في علم الصيدلة، وهي ذات جنسية أمريكية كندية مزدوجة، منعت تسويق دواء ثاليدوميد في الولايات المتحدة الأمريكية.

### أكتوبر
- 15 أكتوبر – كينيث د. تايلور (مواليد 1934) دبلوماسي كندي.

### نوفمبر
- 27 نوفمبر – موريس سترونج (مواليد 1929) رائد أعمال كندي.